# Полонська фортеця
Полонська фортеця — оборонна фортифікаційна споруда, що існувала на території міста Полонного в X—XIX століттях.

## Історія фортеці

### Княжа доба

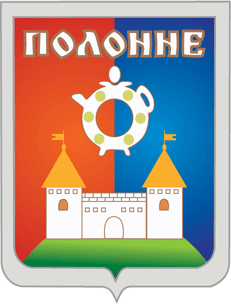
Фортеця на гербі Полонного.

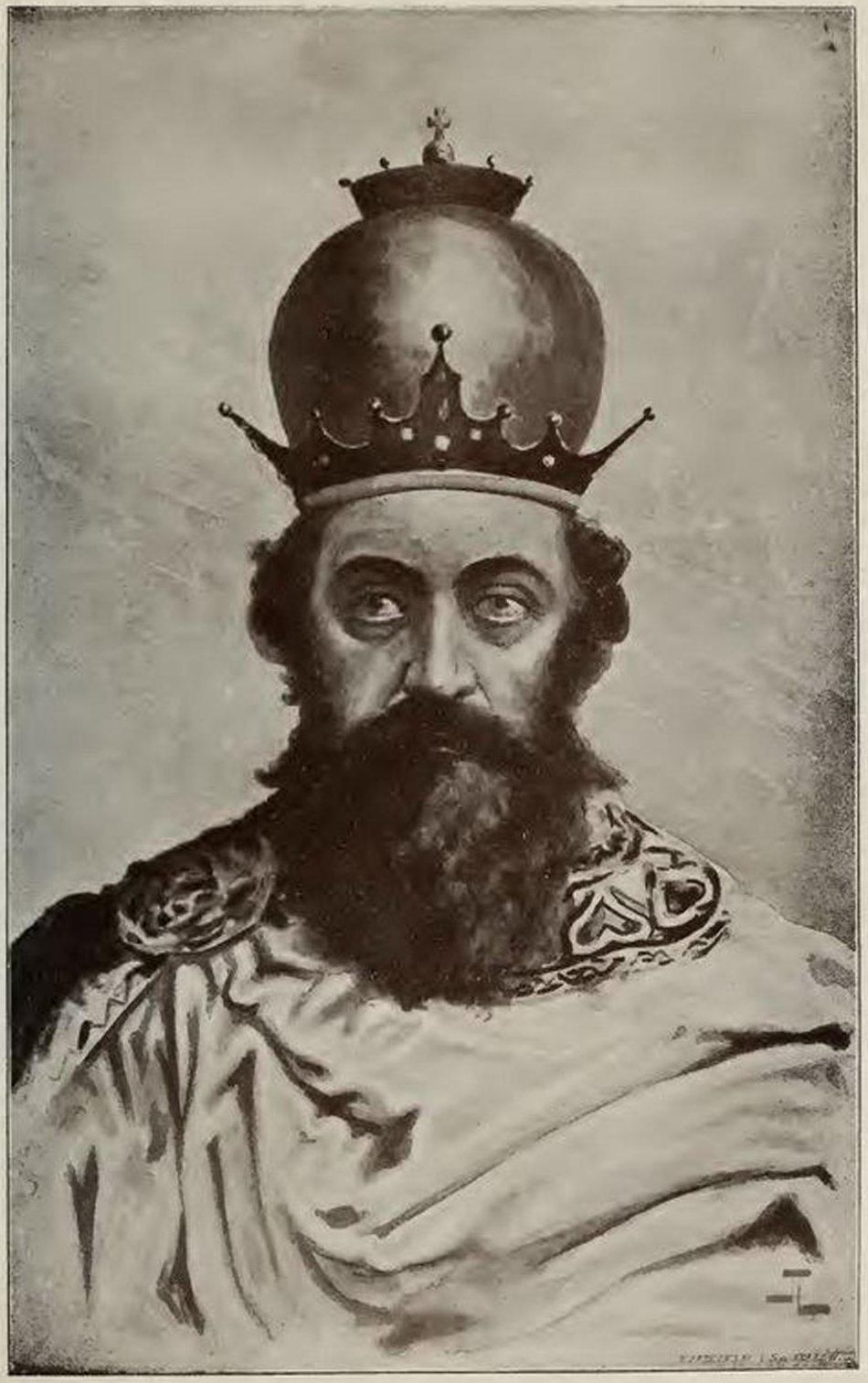
Данило Романович (Галицький).

Вперше Полонне згадується в Лаврентьєвському літописі від 1169 року «Половцѣ ѣхаша за Къıѥвъ воѥватъ и приѣхаша к Полному къ ст҃ѣи Бц҃ѣ граду к десѧтиньному … и взѧша села безъ оутеча с людми с мужи и с женами конѣ и скотъı и ѡвцѣ погнаша в Половцѣ»(«Половці їхали за Київ воювати і приїхали до Полонного, до святої Богородиці граду Десятинному…і взяли сіл без ліку з людьми, з чоловіками і жінками, з конями і скотиною і вівцями і погнали їх в Половеччину»). В літописі чітко сказано, що половці не взяли міста, а лише нещадно пограбували околиці. Місто від заснування і до 1195 року належало київським князям. Сама ж фортеця, очевидно, була збудована в кінці X століття — в 996 році Володимир Великий приписав Десятинній церкві десяту частину своїх «градів»(міст). Серед них було і Полонне, недарма літописець називає його «святої Богородиці град Десятинний». «Градами» в Київській Русі називали великі міста з багатодільною містобудівною і оборонною структурою. Полонне, швидше, було «городком» — містечком з дводільною містобудівною структурою, що включала дитинець та фортифікований посад, що його оточував. Археологічні дослідження 1992—1993 років, проведені в Полонному археологічною експедицією Кам'янець-Подільського педагогічного інституту під керівництвом Винокура І. С., підтвердили існування укріпленого городища площею приблизно 8,2 га в X—XIII ст. Укріплення знаходилося в районі сучасної ветеринарної лікарні, на природному підвищенні, яке оточене водами річки Хомори і фактично є півостровом. Півострів, що височів на 12—17 метрів над навколишнім лугом, був обнесений валом та огорожений частоколом. З єдиної не прикритої річкою сторони фортеці (територія сучасного костелу св. Анни) в XII ст. з'являється мисове поселення, ймовірно, посад, який теж був укріплений частоколом. Фортеця влітку була фактично неприступною — низькі, болотисті береги Хомори захищали місто від ворога. Літопис так описує захоплення Данилом Романовичем (Галицьким) князя Олександра Белзького в 1234 році: « Данилъ же … изииде на нѣ … оугони и во Полономь и ӕша и в лоузѣ Хоморьскомь» (Данило ж …пішов на нього…догнав і в Полонному схопив в лузі Хоморському). Літописи відзначають зміну власників міста, однак лише через домовленості чи внаслідок смерті князів, проте жодного разу не через захоплення фортеці ворогом. Більше того, коли в 1235 році галицькі бояри і болохівські князі напали на володіння Данила Галицького, вони повоювали його землі лише по Хомору. «Въ лѣт̑ 6743 Придоша Галичане на Каменець и вси Болоховьсции кнѧзи с ними и повоеваша по Хомороу и поидоша ко Каменцю вземши полонъ великъ поидоша .» (Року 1235 прийшли Галичани на Кам'янець і всі Болохівські князі з ними і повоювали по Хомору і пішли до Кам'янця, взявши полон великий, пішли). Далі, на Полонне, нападники піти не наважились, повернувши до, вочевидь, менш укріпленого Кам'янця на Случі. Починаючи з кінця XII ст. і в XIII ст. Полонська фортеця, разом з Микулином на Хоморі та Кам'янцем на Случі були порубіжними містами Волинського князівства, а згодом Галицько-Волинського князівства. Зокрема, в 1196 році Роман Мстиславич повелів своїм людям з Полонного напасти на волость князів київських Рюриковичів.
 Фортеця, очевидно, була зруйнована монголо-татарами в 1240 році (в літописах не розповідається про взяття Полонного як сусідніх Кам'янця чи Колодяжина, проте літописець зазначає в описі про Батия: «і вибив… без пощади, так само… інших городів багато, що їм нема числа…» Місто продовжувало існувати й далі, зокрема, Галицько-Волинський літопис оповідає про існування Полонського монастиря в 1255–1257 роках. Проте саме про фортецю чітких згадок в давньоруських літописах вже немає.

### Литовсько-руська доба

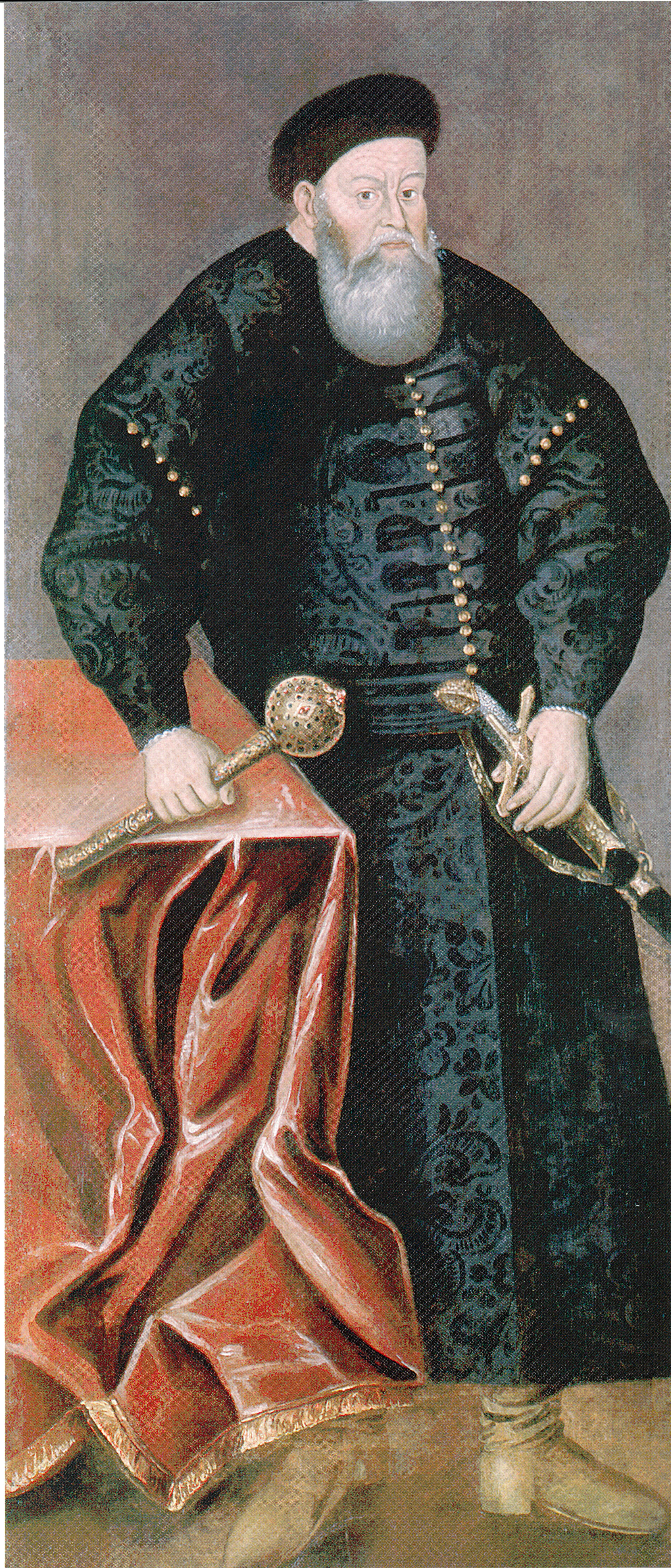
Костянтин Іванович Острозький.

Серед скупих згадок цього часу в угоді від 1366 року Казимира III з Любартом серед шести «мурованих» міст фігурує і Полонне. А в 1394 році князь ВКЛ Вітовт, який перебрав собі значну частину українських земель, передає Полонне князю Глібу Святославовичу. Літописи давньоукраїнською мовою пишуть про «град», але Ольшевський літопис зазначає прямо: «…a xiędzv Chlebu dal zamek Polni» (А князю Глібу дав замок Полонне). Знову полонська фортеця згадується серед українських замків в таємній угоді між Свидригайлом і Великим Магістром хрестоносців від 1402 року. Проте невідомо, яким був «замок» в ту пору. Коли в 1494 році Полонне стає власністю Михайла та Костянтина Острозьких, Костянтин звертається до короля з проханням про надання дозволу на реконструкцію фортеці. В 1510 році Костянтин Острозький будує, по суті, нову фортецю — на місці колишнього укріпленого посаду, куди тепер перемістився центр містечка.
 Полонне при Острозьких жодного разу не було захоплене татарами, набіги яких тоді стають щораз частішими. Більше того, в 1497 році Михайло Острозький зі «своїми людьми», як пише Волинський короткий літопис, догнав за Полонним татар, які гнали понад 400 чоловік ясиру. Татарський загін був розбитий, а люди визволені.
 На європейських картах XVI ст. (карти Герарда Меркатора 1554 року, Каспра Вольпа 1556 року, Вацлава Гродєцкого 1562 року) Полонне зображене як добре укріплене місто.

### Після Люблінської унії (1569—1648 рр).
До 1621 року місто і фортеця, з незначними перервами, перебуває у власності князів Острозьких. В 1574 році згадується дерев'яний замок Костянтина-Василя Острозького. З 1621 року Полонне стає власністю Станіслава Любомирського. Тоді Полонська волость складалася з Полонного з дерев'янною фортецею та 76 сіл.

Любомирський перетворив місто в могутню волинську фортецю. У 1640 році він укріпив центр міста земляними оборонними валами по п'ятикутному плану, зміцнив стіни замку і фортечні мури. В фортеці знаходилися 80 гармат, а припасів мало вистачити на три роки. Автором перебудови фортеці був італійський архітектор Мацей Трапола.(Побутує також версія, що проектував нові укріплення Кшиштоф Мєрошевський). Як важливий оборонний пункт зображене Полонне на карті військового інженера і топографа Боплана від 1647 року.

### Козацька доба

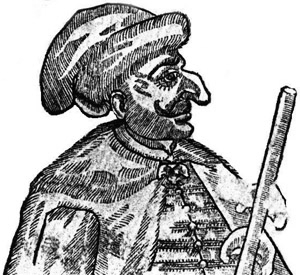
Максим Кривоніс.

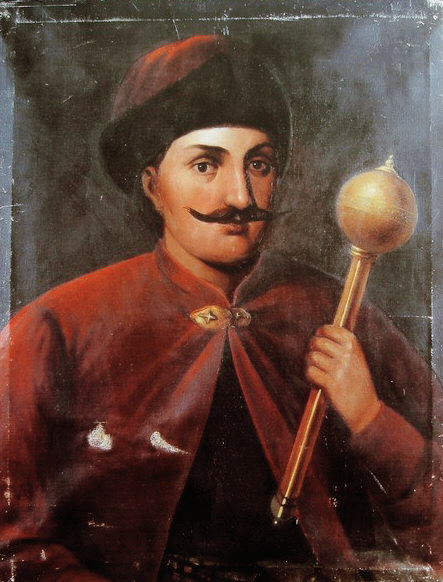
Іван Виговський.

З початком Визвольної Війни козацькі полки Максима Кривоноса 10 липня 1648 року підійшли до Полонного, яке, за словами М. Кушевича, було «велике й незмірно краще для оборони, ніж Львів». У розпорядженні полонського старости Яндзецького була залога чисельністю 1200 жовнірів і 700 шляхтичів, 80 гармат, великий запас пороху та харчів. Проте вже 11 липня, після бою, козаки зайняли передмістя. Вони налагодили зв'язок з жовнірами, набраними з українських міщан і селян, а також із мешканцями міста, звертаючись до них зі словами: «…ми кровні брати, чого ви допомагаєте панам проти нас? Краще служити нам, аніж іновірцям». 12 липня мешканці міста допомогли козакам захопити фортецю і все майно. Повстанці знищили польську залогу, перебили жидів, захопили багато полонених, зброї, провіанту та іншої здобичі на загальну суму 4 мільйони злотих.

Звістка про падіння Полонської фортеці викликала масові втечі шляхти з території Південно-Східної Волині. Альбрехт Радзивіл стверджував, що налякана шляхта без будь-якої оборони покинула Заслав, Острог, Корець, Межиріч.
Хоча основні сили повстанців залишили місто, в Полонному розмістився козацький загін. Він підтримував зв'язок з козаками в Чорториї. Тоді Полонне було сотенним містом Волинського козацького полку.
В травні-червні 1649 року почалися жорстокі бої між польськими військами та покозаченними українцями Південно-Східної Волині. Більшість українців відступила за Случ. Козаки залишили також полонську фортецю. А. Фірлей пропонував королю 19 червня 1649 року дати наказ київському воєводі зайняти Полонне. Проте поляки не встигли цього зробити — вже 26 червня 1649 року польські війська війська почали відступ до Збаража. Полонська фортеця, по суті, залишалась порожньою. Тому після підписання Зборівського договору татарські загони вперше в історії захоплюють Полонне. У грудні 1649 року в межиріччі Случі та Горині знаходяться загони Данила Нечая. Поляки знову займають полонську фортецю лише в 1650 році. Але вже в 1651 році українські війська знову повертають собі Полонне, взявши фортецю і знищивши весь польський гарнізон.

Після битви під Берестечком полонська фортеця стояла пусткою. В серпні 1651 року польське військо, яке рухалось на Любартів, навіть не заходило в Полонне. Польський шляхтич А. Мясковський писав, що тут «ні людей, ні сіл, ні хатинки ніде не видно. Всюди страшне безлюддя і спустошення». Більшість населення назавжди переселилась на Лівобережжя. В 1653 році татари, а згодом і українські війська під командуванням Дем'яна Лісовця розбивають польські підрозділи під Полонним, але фортеці не займають. Про те, що в фортеці не було польських військ, свідчать сеймові інструкції 1655 року, в яких шляхта вимагає у короля розмістити в Полонному війська. Лише в першій половині 1657 року гетьман Богдан Хмельницький наказав українським полкам зайняти територію Погориння. Козацькі полки визволили Полонне, Острог, Гощу, Корець і залишили в цих містах потужні залоги. В Полонному розмістилася Полонська сотня відновленого Волинського полку. Незважаючи на майже безперервні військові дії, стан фортеці був досить непоганим. Це видно з того, що тут певний час перебував каштелян волинський Станіслав Беневський. З 1658 і по 1661 рік в Полонному перебував гетьман Іван Виговський з сильним козацьким гарнізоном. 1661 року шляхта знову просить в сейму все-таки надіслати польський гарнізон в полонську фортецю.

Проте фортеця не була повністю зруйнована і виконувала свої функції. Так, в серпні 1672 року козацький полк Михайла Ханенка, що перебував тоді на службі Речі Посполитої, замикався в Полонному, щоб пересидіти небезпеку від нападу турецько-кримського війська. Постійного польського гарнізону в фортеці так і не було. Про це свідчить той факт, що восени 1672 року мешканці Полонного послали своїх представників до Паволоцького полковника Григорія Гамалії, запросили до міста залогу українського війська і присягнули Українській державі. Але після припинення в 1675 році існування Паволоцького полку, залога якого стояла у Полонному, місто і фортеця перейшли до складу Волинського воєводства Речі Посполитої.

### XVIII століття

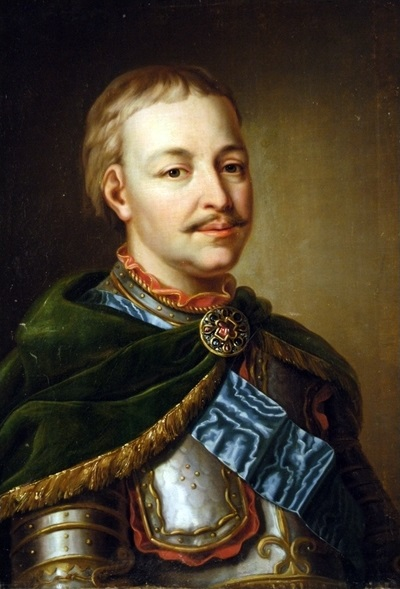
Гетьман України Іван Мазепа.

В 1702 році власник міста, князь Юрій Любомирський, скликав шляхту Волинського воєводства збиратися в Полонному для походу проти козаків Палія. Під час Північної війни гетьман України Іван Мазепа з військами зайняв Волинь і на деякий час (1704—1706) заснував в Полонному головну квартиру. Російський і український гарнізони займали фортецю до 1711 року під командуванням полковника Кошкеля й Київського полковника Танського; в 1710 г. сеймик Волинського воєводства звертався до росіян з пропозицією повернути фортецю Польщі. В 1711 році Пйотр I повернув фортецю Юрію Любомирському, стягнувши винагороду за зміцнення фортифікацій. Фортеця вважалась першокласною, в неї здавали на фортечні роботи гайдамак по вироку суду. 
 В 1792 році польська армія, яка відступала перед російськими військами, намагалася заснувати в Полонному свою головну квартиру; сюди були звезені: військова скарбниця, хворі, різні матеріали і провіант та відправлені інженери для ремонту фортеці. Проте фортеця видалася їм настільки зруйнованою, що довелося відмовитися від попередніх намірів і польська армія відступила далі, залишивши в Полонному запас провіанту та частину зіпсованої артилерії.